# Kanonische Exegese
Als Kanonische Exegese (oder Kanonische Schriftauslegung) wird eine Exegese von Bibeltexten bezeichnet, welche „den kirchlich rezipierten Bibelkanon theologisch ernst nimmt und zum Auslegungshorizont macht.“ Als Begründer gilt Brevard Childs. Sein Canonical approach ist ein synchroner Bibelzugang. Der von James A. Sanders vertretene Canonical criticism dagegen ist mit der diachronen historisch-kritischen Bibelexegese kompatibel.
Während die historisch-kritische Methode die Entstehung des Textes aufzuhellen sucht, befasst sich die Kanonische Exegese mit dem Endtext und weist den Rezipienten eine aktive Rolle zu. Sie interagieren mit den innerhalb des Kanons vielfach miteinander verbundenen und verwobenen Texten, welche das Potential haben, die Lesenden zu lenken. Hier besteht eine Nähe zur literaturwissenschaftlichen Rezeptionsästhetik. Der Kanon schafft allerdings privilegierte Intertexte, d. h. Texte aus der Umwelt des Alten oder Neuen Testaments bleiben bei der kanonischen Lektüre außer Betracht.
Die Impulse von Childs und Sanders wurden vor allem in der alttestamentlichen Exegese rezipiert, weniger von Neutestamentlern. Nachdem Peter Brandt 2001 die verschiedenen Kanonarrangements im Judentum und Christentum detailliert aufgearbeitet hatte, wurde das Thema der Grenzen des Kanons (die Stellung deuterokanonischer bzw. apokrypher Schriften) in der deutschsprachigen kanonischen Exegese kaum behandelt, und als weitgehend von Alttestamentlern getragene Fachdiskussion wird auch der Rahmen des Tanach nur selten in Richtung auf das Neue Testament überschritten.

## Brevard Childs und James Sanders

### Childs:Canonical approach
Als Begründer der Kanonischen Exegese gilt Brevard S. Childs, der als Alttestamentler von seinem evangelisch-reformierten Hintergrund, insbesondere der Dialektischen Theologie Karl Barths geprägt war. Er reagierte darauf, dass die Biblische Theologie in den 1960er Jahren in eine Krise geraten war. Die Relevanz der mit den historisch-kritischen Arbeitsgängen freigelegten hypothetischen Vorstufen eines biblischen Textes für den heutigen Leser war schwer aufzuweisen. Hinzu kam, dass die Biblische Theologie in den Vereinigten Staaten stark heilsgeschichtlich ausgerichtet war und die Albright-Schule zeitweise eine archäologische Bestätigung ihres Geschichtsbilds lieferte, die aber durch neue Erkenntnisse ins Wanken geriet.
Childs kritisierte, dass die historisch-kritische Exegese als Erbe der Aufklärung einen neutralen, objektiven Zugang zu den Texten anstrebe. Als Erbe der Romantik werte sie das Ursprüngliche und Individuelle höher als das allgemein Rezipierte (= das Kanonische). Angesichts dessen forderte Childs, als Exeget einen Standpunkt innerhalb der eigenen Glaubensgemeinschaft einzunehmen und den kanonisierten Endtext als Wort Gottes zu lesen, das unter der Leitung des Heiligen Geistes normativ geworden sei und das in Jesus Christus seine Mitte habe. Childs war an dem „kanonischen Prozess“ interessiert, der als Empfangen, Bewahren und Überliefern der Traditionen bereits in der Bibel selbst angelegt sei, und weniger an der Kanonisierung als späte kirchliche Festlegung des Umfangs der normativen Schriften.
Zwar lehnte Childs die Allegorese ab, aber die vorkritische Rezeptionsgeschichte biblischer Texte hatte für ihn große Bedeutung. Der bewusst bezogene kirchliche Standpunkt konnte bei Childs bedeuten, problematische „als ob“-Interpretationen zu vertreten. So seien die Deuteropaulinischen Briefe auszulegen, als ob Paulus sie verfasst hätte – obwohl der Exeget wusste, dass das historisch nicht so war.
Die Zusammengehörigkeit von Altem und Neuem Testament war für Childs aufgrund der reformierten Bundestheologie evident. Er fand sie bestätigt, indem er im Alten und Neuen Testament einander ergänzende „Strukturmomente“ ermittelte. Im Alten Testament legte er den Endtext in Gestalt der Biblia Hebraica Stuttgartensia zugrunde, ohne die Septuaginta zu berücksichtigen. Im Neuen Testament dagegen arbeitete Childs traditionsgeschichtlich. Childs meinte, der Kanon der Hebräischen Bibel sei bereits um 100 v. Chr. abgeschlossen gewesen; diese Minderheitsposition musste er allerdings beziehen, um zu begründen, warum er den Masoretischen Text und nicht die Septuaginta als für Christen relevanten Endtext des Alten Testaments behandelte.
Wie Childs kanonische Exegese betreiben wollte, führte er 1974 in seinem Kommentar zum Buch Exodus vor. Er ging dort in folgenden Arbeitsschritten vor:
1. Übersetzung mit philologischen Anmerkungen;
2. Literarische, form- und traditionskritische Beobachtungen;
3. Der Text im Kontext des ganzen Alten Testaments;
4. Der Text im Kontext des Neuen Testaments;
5. Forschungsgeschichte;
6. Theologische Auslegung im Horizont des christlichen Bibelkanons.

Kritiker stellten fest, dass Childs in seinem Exodus-Kommentar herkömmliche diachrone Standardmethoden der Exegese durchaus selbst gebrauchte oder deren Ergebnisse übernahm. Methodenpluralismus wurde von ihm teils zugestanden, teils aber zugunsten eines strikt synchronen Zugangs zum Text abgelehnt.
Unklar ist, in welchem Verhältnis Childs’ Konzept der kanonischen Intertextualität zur poststrukturalistischen Literaturtheorie steht: der Kanon stelle ein Feld zur Verfügung, in dem der Leser mit den aufeinander bezogenen Texten interagiere; dadurch entstehe Sinn. Childs vermied es, die philosophischen Grundannahmen des Canonical approach zu klären.
Trotz seiner methodischen Schwächen beeinflusste Childs zahlreiche Exegeten, darunter Joseph Blenkinsopp, Christoph Dohmen, Rolf Rendtorff, Christopher Seitz, Gerald Sheppard, Thomas Söding und Georg Steins.

### Sanders:Canonical criticism

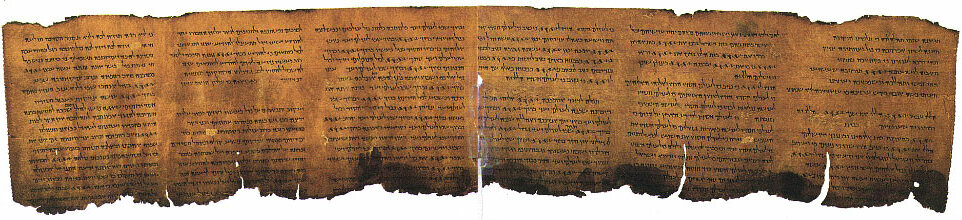
Die Große Psalmenrolle (11Q5), ein Arrangement biblischer und außerbiblischer Psalmen

James A. Sanders’ Verständnis des biblischen Kanons wurde durch die Schriftrollen vom Toten Meer vertieft. Sanders edierte nämlich die Große Psalmenrolle, ein Arrangement biblischer und außerbiblischer Psalmen aus Qumran. Er brachte den Unterschied zwischen Childs’ Ansatz und seinem eigenen so auf den Punkt: „Wenn Childs von ‚Kontext‘ spricht, meint er den literarischen Kontext, wenn ich diesen Begriff gebrauche, meine ich meistens den historischen Kontext.“ Childs habe sich für einen Endtext entscheiden müssen und habe den Masoretischen Text gewählt, einen „sehr rabbinischen Text“, mit dem das Christentum erst spät in Kontakt getreten sei. „Der Fokus auf den Masoretischen Text lässt das Neue Testament, dessen Heilige Schrift die Septuaginta war, meistens draußen in der Kälte stehen.“
Sanders untersuchte in Torah and Canon (1972), welche Hermeneutiken Glaubensgemeinschaften beim Umgang mit der Bibel verwenden und inwiefern diese bereits im Text angelegt sind. Indem die Bibelleser den Text theozentrisch und in Richtung auf den eigenen Monotheismus lesen, festige er in ihnen die Überzeugung, dass Gott Herr über die gesamte Wirklichkeit sei. In Canon and Community. A Guide to Canonical Criticism (1984) erklärte Sanders, dass der von ihm geprägte Canonical criticism mit anderen exegetischen Methoden kompatibel sei und diese ergänze. Der kanonische Prozess ist bei Sanders auch ein Auslegungsprozess, der sich innerhalb des Alten Testaments aufzeigen lässt: das antike Israel rezipierte seine heiligen Texte in einer kreativen Weise, indem sie durch Fortschreibungen auf neue Situationen angewandt wurden.
Mit ihrem Psalmenkommentar stehen Erich Zenger und Frank-Lothar Hossfeld stärker in der Tradition von Sanders’ Canonical criticism als von Childs’ Canonical approach; Ähnliches gilt für redaktionskritische Beiträge von Odil Hannes Steck, Klaus Koenen und Norbert Lohfink.

## Kanonische Exegese im deutschsprachigen Raum

### Erich Zenger
Erich Zengers Zugang zur Kanonischen Exegese war von seinem Engagement im jüdisch-christlichen Dialog geprägt. Vorüberlegungen finden sich in Das Erste Testament: Die jüdische Bibel und die Christen. Die 1995 erschienene Einleitung in das Alte Testament stellte eine Modellskizze der dreiteiligen jüdischen Bibel (= Tanach, von Zenger mit der Biblia Hebraica Stuttgartensia gleichgesetzt) und des vierteiligen christlichen „Ersten Testaments“ in Gestalt des AT in der römisch-katholischen Einheitsübersetzung voran. Aus diesen Endgestalten leitete Zenger ein theologisches Programm ab, das die Lektüre der jeweiligen Leser beeinflusse. Im Tanach sind es die Randtexte der drei Teile, die eine „Tora-Perspektive“ generieren: die Prophetenbücher und die poetischen Bücher sind demnach auf den ersten Hauptteil Tora bezogen. Im christlichen vierteiligen Kanon sah Zenger dagegen eine „Propheten-Perspektive“: die Tora sei als „Ur-Offenbarung“ dem Kanon vorangestellt, die folgenden Bücher seien in drei Gruppen nach dem heilsgeschichtlichen Schema Vergangenheit–Gegenwart–Zukunft geordnet. So bewege sich der Leser des Ersten Testaments auf die Prophetenbücher und dort auf das programmatische Schlusswort des Buchs Maleachi zu. Mal 3,22–24  sei die Überleitung zwischen den Testamenten. Indem Johannes der Täufer im Neuen Testament als Elija im Sinne von Mal 3,23 interpretiert wird, „werden das Neue Testament und seine Botschaft vom Messias Jesus Christus mit dem Ersten Testament verzahnt,“ das Neue Testament kanonisch legitimiert, und dem Ersten Testament kommt die Aufgabe zu, „die eschatologische Heilsinitiative des Gottes Israels in seinem Sohn Jesus Christus in den dramatischen Horizont seiner Bundesgeschichte mit Israel … und mit der ganzen Schöpfung … zu stellen.“

### Norbert Lohfink
Wichtige Impulse für die Kanonische Exegese setzte Norbert Lohfink 1996 mit seiner Abschlussvorlesung in Sankt Georgen. Der Tod des Mose am Ende des Buchs Deuteronomium war für Lohfink ein Schlüsseltext, da er das Ende der Tora markierte. „Hier startet so etwas wie eine nicht allein dirch die Linie der Zeit bestimmte Vieldimensionalität. … Hier im Kanon kann man sich zumindest von jedem Themenkomplex aus direkt auf den Textkomplex Tora zurückbeziehen, und die Tora ist jedem von ihnen gegenüber unmittelbar.“ Die Unterschiede zwischen hebräischem und griechischem Kanon sowohl in der Zahl als auch im Arrangement der Bücher wurden für Lohfink angesichts der Unmittelbarkeit aller Bücher zur Tora relativ unwichtig. Dass der Septuaginta-Kanon „eine Achterlast auf die Prophetenschriften und die Endzeiterwartung“ habe (Zenger: „Propheten-Perspektive“), sah Lohfink nicht so. Auch in der jüdischen Gemeinde Alexandrias sei die Tora im strengen Sinn die heilige Schrift geblieben. Lohfink zog als Alttestamentler die Linien vorsichtig ins Neue Testament aus: Auch dieses sei ein Kommentar zur Tora, allerdings der definitive Kommentar. Daher gebe es eine analoge Struktur: die Evangelien als „Basistext mit Urgeschichtscharakter“ und weitere Schriften als Kommentare dieses Basistextes. Damit hatte Lohfink die Einwände gegen Zengers Modellskizzen entkräftet, die geltend machten, hier werde eine jüdische und eine christliche Endgestalt des Kanon auf Kosten anderer Kanongestalten absolut gesetzt. Wenn das Ende des Deuteronomium eine so tiefe Zäsur ist wie von Lohfink angenommen, stellt sich die Frage, was es bedeutet, wenn diese Zäsur von den Lesern nicht wahrgenommen und durch andere Gliederungen überlagert und „überschrieben“ wird (z. B. der Oktateuch in der Septuaginta und daran anknüpfend die Gruppe der „Geschichtsbücher“ beispielsweise in der Lutherbibel).

### Christoph Dohmen
Christoph Dohmen vertritt Zengers Entwurf in modifizierter Form. Dass die Christenheit die Heiligen Schriften des Judentums ihrer eigenen Sammlung Heiliger Schriften voranstellte (nach Dohmen: die „Prae-Position“ der Bibel Israels), sei eine Leseanweisung: „Zuerst muss das Alte Testament für sich alleine gelesen werden, ohne christliche (neutestamentliche) Interpretation, nicht zuletzt, um die notwendige Interpretationsbasis zum Verstehen des neutestamentlichen Textes zu legen. Dann ist das Alte Testament vom Neuen her in einem zweiten Schritt nochmals zu lesen, um es vor dem Horizont des Christusereignisses zu verstehen.“ Damit zog Dohmen die Konsequenz aus dem von Klaus Koch festgestellten „doppelte[n] Ausgang des Alten Testamentes in Judentum und Christentum.“
Das Verhältnis zwischen kanonischer und historisch-kritischer Exegese bestimmt Dohmen so:
- Verstehen, was da steht: der Weg „in die Welt des Textes“ (synchrone, kanonische Exegese);
- Erklären, wie der Text entstanden ist: der Weg „hinter die Welt des Textes“ (diachrone, historisch-kritische Exegese).

### Georg Steins
Georg Steins vertritt das Programm einer „kanonisch-intertextuellen Lektüre“, wobei er die aktuelle literaturtheoretische Diskussion rezipiert hat. Sein Verständnis von Intertextualität folgt Julia Kristeva. Steins geht davon aus, dass die dreiteilige Struktur des Tanach nicht Ergebnis eines zielgerichteten Prozesses sei, der auf die verbindliche Festlegung der Buchauswahl, Buchabfolge und Wortlaut auf einer hypothetischen jüdischen Synode von Jabne zulaufe und von diesem Ende her verständlich sei. Das gelte entsprechend auch für den christlichen Kanon. Die Intentionen biblischer Tradenten und Endredaktoren sowie rabbinischer oder kirchlicher Editoren, die ein bestimmtes Bücherarrangement hergestellt haben, sind als Produktionsaspekte wahrzunehmen, leiten aber nicht die Lektüre. Die von Steins vertretene „kanonisch-intertextuelle Lektüre“ strebt ein „Eintreten in den Raum der Schrift, ein ‚Sich hin-und-her-Bewegen‘ in den Strukturen des Kanons, eine nicht abschließbare Lektüre, die immer mehr mit dem Ganzen vertraut wird“ an. Der „Raum der Schrift“ schafft privilegierte Intertexte und schließt andere aus, was in Spannung zum literaturwissenschaftlichen Verständnis von Intertextualität steht und eine Sonderhermeneutik zur Folge hat: „In kanonischer Perspektive ist die Relation zwischen Enuma Eliš und Gen 1 irrelevant, ebenso wie mögliche Einflüsse des Thomas-Evangeliums auf die neutestamentlichen Evangelien.“ Steins nimmt bewusst einen katholisch-konfessionellen Standpunkt ein, wenn er erklärt, dass der Auftrag der Konzilskonstitution Dei verbum zur wissenschaftlichen Exegese nicht schon mit der Anwendung historisch-kritischer Methoden eingelöst sei, vielmehr beginne erst die neuere kanonische Exegese, ein dem Auftrag des Konzils entsprechendes Instrumentarium auszubilden. Melanie Köhlmoos wendet dagegen ein, hier werde die kanonische Exegese nicht nur zu einer theologischen, sondern zu einer kirchlichen Disziplin. Damit sei das Gespräch mit anderen kulturwissenschaftlichen Disziplinen erschwert.

### Ludger Schwienhorst-Schönberger
Ludger Schwienhorst-Schönberger schlägt vor, die historisch-kritische Methode in das umfassendere „Modell der traditionellen kirchlichen Bibelhermeneutik“ zu integrieren. Der Exeget gewinne Zugang zur Wahrheit nicht auf historisch-induktivem Weg beim Lesen der Bibel, sondern er lese die Bibel „im Licht der Wahrheit“. Der Textauslegung gehe ein Erfassen des Ganzen der Heiligen Schrift voraus, das wiederum „in den Grundvollzügen der Kirche“ kennengelernt werden könne.

## Rezeption durch das römisch-katholische Lehramt

### Päpstliche Bibelkommission:Die Interpretation der Bibel in der Kirche(1993)
Die Studie Die Interpretation der Bibel in der Kirche (1993) der Päpstlichen Bibelkommission von Johannes Paul II., das auf Initiative und nach dem Entwurf des damaligen Kommissionspräsidenten Kardinal Joseph Ratzinger entstand, empfahl erstmals, den synchronen kanonischen Zugang zusammen mit der zum echten Bibelverständnis unverzichtbar bezeichneten diachronen historisch-kritischen Methode anzuwenden: „Dadurch soll die historisch-kritische Methode nicht ersetzt, sondern ergänzt werden.“ Bereits das Konzilsdokument Dei verbum des Zweiten Vaticanums (1965) bezeichnete die Achtung auf die Einheit der ganzen Schrift als ein Grundprinzip theologischer Exegese. Die Päpstliche Bibelkommission charakterisierte den kanonischen Zugang so: „Die Methode sucht jeden Text innerhalb des einzigen Planes Gottes zu situieren, um eine Aktualisierung der Heiligen Schrift für unsere Zeit anzustreben“.

### Papst Benedikt XVI.:Jesus von Nazareth(2007–2012)
Joseph Ratzinger unterzog 1989 als Präfekt der Glaubenskongregation die historisch-kritische Methode einer grundlegenden Kritik. Im Vorwort des von ihm herausgegebenen Bandes der Quaestiones disputatae Schriftauslegung im Widerstreit legte er eine 1981 veröffentlichte Analyse der formgeschichtlichen Arbeit von Martin Dibelius und Rudolf Bultmann durch Reiner Blank zugrunde. Ratzinger erkannte bei Dibelius und Bultmann (die bei ihm paradigmatisch für protestantische Exegese und Wort-Gottes-Theologie standen) aus seiner Sicht falsche philosophische Vorentscheidungen, vor allem eine Rückführung der Geschichte auf Philosophie, reductio historiae in philosophiam. Er forderte die Bibelexegeten auf, die diachrone durch eine synchrone und die Rezeptionsgeschichte biblischer Texte berücksichtigende Zugangsweise zu ersetzen. Sie sollten ihren Ort in der kirchlichen Schriftauslegung einnehmen und die Bibel mit einer „Hermeneutik des Einverständnisses und der Sym-Pathie“ lesen.
In seinem Werk Jesus von Nazareth (2007–2012) kombinierte Ratzinger, mittlerweile Papst Benedikt XVI., historisch-kritische und kanonische Exegese. Er begründete dies so: „»Kanonische Exegese« – Lesen der einzelnen Texte der Bibel in deren Ganzheit – ist eine wesentliche Dimension der Auslegung, die zur historisch-kritischen Methode nicht in Widerspruch steht, sondern sie organisch weiterführt und zu eigentlicher Theologie werden lässt.“ Dadurch, dass die synchrone kanonische Exegese die Bibeltexte im Ganzen der einen Schrift liest, werden alle einzelnen Texte in ein neues Licht gerückt, welche wiederum die Interpretation der gesamten Bibelkanon verfeinern. Mit den immer neueren Lesungen („Relectures“) der Heiligen Schrift wiederhole sich dieser Zyklus, so bildet sich eine hermeneutische Spirale, welche auf die postscriptuelle Schriftwerdung zulaufe.
Ratzinger betonte, dass die Verbindung der zwei unterschiedlichen Hermeneutiken möglich sei, weil die eigentliche (A-priori-freie) historisch-kritischen Methode „aus ihrem eigenen Wesen heraus über sich hinausweist und eine innere Offenheit auf ergänzende Methoden in sich trägt“. Zwar untersuche sie die Entstehungsgeschichte und den Anfangssinn der Bibeltexte als Menschenwort in seinem historischen Kontext, sie lasse jedoch die Frage nach der Inspiriertheit sowie Gegenwarts- und Zukunftsbezogenheit dieses vergangenen Menschenwortes zu: „Sie kann bei sorgfältigem Bedenken wohl den ‚Mehrwert‘ erahnen, der in dem Wort steckt, eine höhere Dimension sozusagen durch das Menschenwort irgendwie hindurchhören […] Im vergangenen Wort wird die Frage nach seinem Heute vernehmbar …“ – somit eröffne die historische Methode ihre eigene Transzendierung. Ein weiteres Argument für die Zusammenfügung des kanonischen Zugangs und der historisch-kritischen Methode sei, so Benedikt XVI., dass die wissenschaftliche Methode über die Analyse der Einzelbücher hinaus auch die Entwicklungsgänge wahrnehme, in denen diese Texte auf die eine „Schrift“ zugehen. Gerade die moderne Exegese mache sichtbar, wie sich die Schriftwerdung der in der Bibel überlieferten Worte in immer neuen „Relectures“ zugetragen hätte: „Die alten Texte werden in neuer Situation neu aufgenommen, neu verstanden, neu gelesen. Im Neulesen, Fortlesen, in stillen Korrekturen, Vertiefungen und Ausweitungen trägt sich die Schriftwerdung als ein Prozess des Wortes zu, das allmählich seine innere Potentialitäten entfaltet, die irgendwie wie Samen bereitlagen, aber erst in der Herausforderung neuer Situationen, in neuen Erfahrnissen und Erleidnissen sich öffnet.“
Ruth Scoralick weist darauf hin, dass das Jesus-Buch Ratzingers nicht geeignet sei, um einen Eindruck von der Kanonischen Exegese zu gewinnen. Es handle sich dabei nämlich um „eine geistliche Lektüre, die nicht im vollen Sinn dem Anliegen kanonischer Exegese folgt.“